# Jindřich Houra
Jindřich Houra, plným jménem Jindřich Vladimír Houra, v matrice zapsán jako Henricus Geronimus Haura (30. září 1838 Červená Řečice – 14. ledna 1917 Jindřichův Hradec), byl rakouský a český politik, v 2. polovině 19. století a počátkem 20. století poslanec Českého zemského sněmu.

## Biografie
Působil jako spisovatel a překladatel her z francouzštiny a polštiny. Publikoval články v historických časopisech. Profesně byl aktivní v Jindřichově Hradci a Pelhřimově.
V 70. letech 19. století se zapojil i do zemské politiky. V doplňovacích volbách v říjnu 1873 byl zvolen za Národní stranu (staročeská) na Český zemský sněm v městské kurii (obvod Jindřichův Hradec – Bystřice). V rámci tehdejší politiky české pasivní rezistence ale křeslo nepřevzal, byl pro absenci zbaven mandátu a následně manifestačně zvolen v doplňovacích volbách roku 1874. V doplňovacích volbách roku 1875 byl ovšem v tomto obvodu do sněmu zvolen Ignác Moravec. Do sněmu se vrátil až po značné prodlevě, po zemských volbách v roce 1901, opět za městskou kurii, obvod Jindřichův Hradec. Nyní se uvádí jako mladočech. V roce 1903 se na sněmu zasazoval ve školní komisi o zrušení celibátu učitelek.
Zemřel na rakovinu tlustého střeva. 14. ledna 1917 v Jindřichově Hradci č. 6. Uvádí se tehdy jako ředitel městské kanceláře v Jindřichově Hradci ve výslužbě. 17. ledna byl pohřben v krematoriu v Žitavě, přičemž k převozu těla vydalo souhlas okresní hejtmanství. Zesnulý odmítl církevní zaopatření pohřbu.